# Soendaooievaar
De soendaooievaar (Ciconia stormi) is een grote ooievaar uit het geslacht Ciconia. De soort komt met name voor op Borneo en Sumatra en wordt bedreigd in zijn voortbestaan. Wereldwijd zijn er waarschijnlijk 250 tot 500 volwassen exemplaren. Dit maakt deze vogel tot de zeldzaamste van alle ooievaars. De wetenschappelijke naam werd in 1896 gepubliceerd door Wilhelm Blasius, en is vernoemd naar de Duitse kapitein Hugo Storm die met zijn stoomschip de Lübeck aan het eind van de negentiende eeuw veel diersoorten verzamelde in Azië.

## Kenmerken
De soendaooievaar is 75 tot 91 cm lang, het is een grote, zwart-witte vogel met een rode snavel, een oranje gezichtshuid en gele oogringen. De soort werd vroeger vaak als een ondersoort van de bisschopsooievaar (Ciconia episcopus) beschouwd. De bisschopsooievaar heeft echter meer wit op de nek, een donkere snavel en heeft een donker bronskleurige ondervleugel.

## Verspreiding, leefgebied en voortplantingsgedrag
De soendaooievaar komt voor in het uiterste zuiden van Thailand, Maleisië, Brunei en in Indonesië op de eilanden Sumatra en Borneo. De vogel komt vooral voor in stukken regenwoud langs moerassen en overstromingsvlakten van rivieren in laagland. De ooievaar wordt ook wel in recent gekapte stukken waargenomen.
Deze ooievaar foerageert vooral op vis, maar heeft ook amfibieën, kleine reptielen en insecten op het menu staan. De soenda-ooievaar leeft meestal alleen, maar komt soms ook in kleine groepen voor. Het vrouwtje legt meestal twee eieren in het nest dat zich hoog in de bomen bevindt. De jongen vliegen na ongeveer 90 dagen uit.

## Status
De soendaooievaar heeft een zwaar aangetast en versnipperd verspreidingsgebied en daardoor is de kans op uitsterven aanwezig. De grootte van de populatie werd in 2012 door BirdLife International geschat op 260 tot 330 volwassen individuen en de populatie-aantallen nemen af. Het leefgebied wordt aangetast door ontbossing waarbij natuurlijk regenbos wordt omgezet in oliepalmplantages, infrastructuur en terrein voor menselijke bewoning. Op Kalimantan zijn grote stukken bos door bosbranden verloren gegaan. Om deze redenen staat deze soort als bedreigd op de Rode Lijst van de IUCN.